# Établissements Ballot

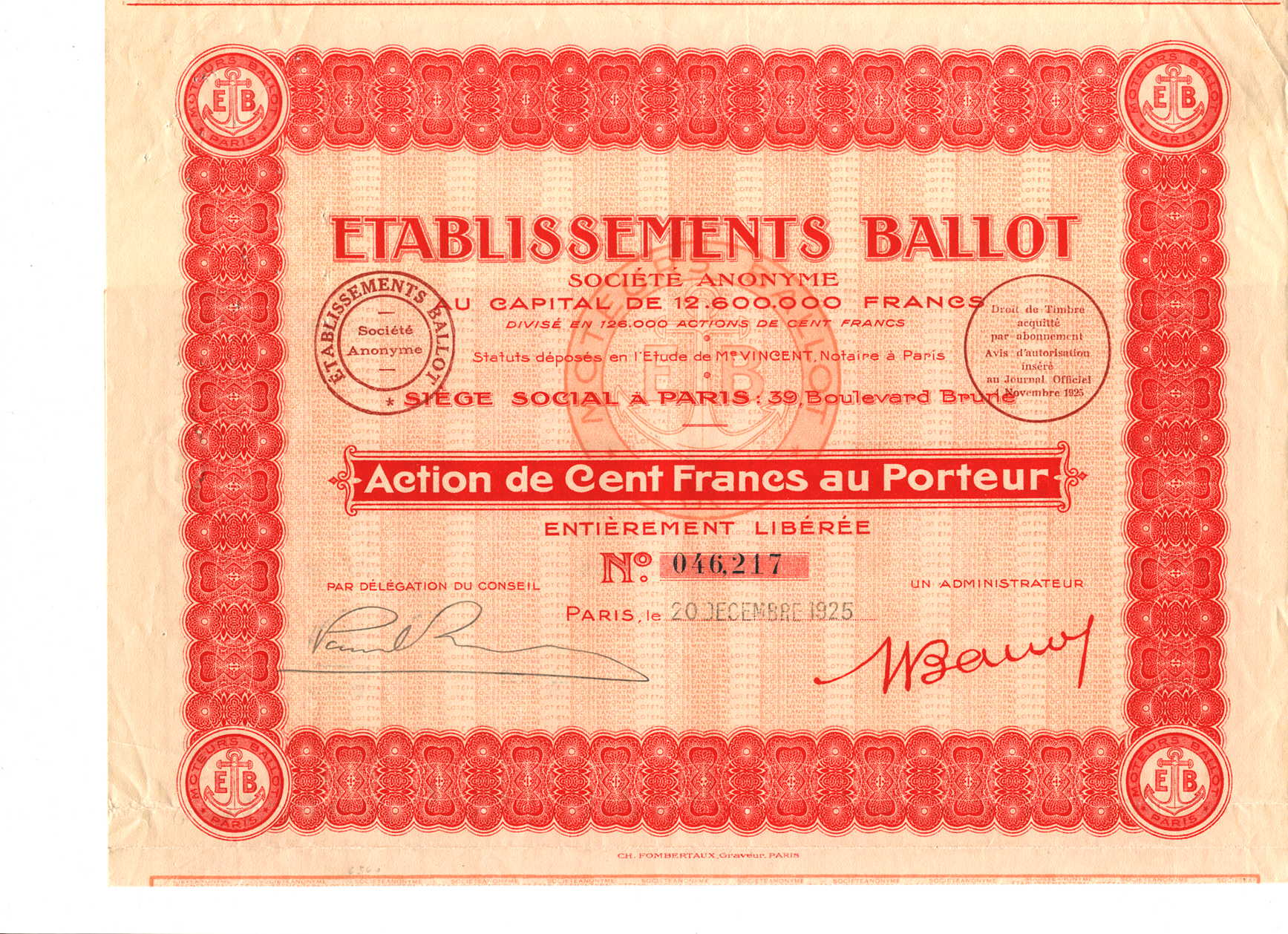
Akcie firmy Établissements Ballot z roku 1925

Établissements Ballot byl francouzský výrobce spalovacích motorů a automobilů. Édouard Ballot, původně námořní důstojník, byl znám jako konstruktér spolehlivých motorů. Pomáhal s vývojem prvních motorů i Ettore Bugattimu.

## Historie firmy
Bratři Édouard a Maurice Ballotovi založil v roce 1905 v Paříži společnost Établissements Ballot. Sídlila na bulváru Brune ve 14. obvodě. Vyráběla stacionární průmyslové a lodní motory (odtud pochází symbol kotvy v logu firmy) i motory určené pro automobily. Jejími motory osazovaly své vozy firmy jako například Delage, Barré a Sizaire-Naudin. Vlastní automobily začala společnost vyrábět až v roce 1919, některé z nich se účastnily automobilových závodů. Šéfkonstruktérem továrny Ballot byl švýcarský inženýr Ernest Henry. Pro ekonomické potíže firmy v důsledku Velké hospodářská krize v roce 1931 převzala společnost Hispano-Suiza. Vozy Ballot byly poté zvnějšku téměř shodné s vozy Hispano-Suiza, používaly pouze původní podvozky. Továrna Ballot byla uzavřena v roce 1932.

## Automobily

### Závodní vozy
Až do prosince 1918 není známo nic bližšího o tom zda se Édouard Ballot o automobily osobně nějak výrazněji zajímal. Tehdy ale měl zásadní rozhovor s úspěšným závodníkem a válečným pilotem René Thomasem, který v roce 1914 s vozem Delage zvítězil v závodě 500 mil Indianapolis. Ten Ballota přesvědčil k postavení čtyř vozů s motory o objemu 4,8 litru pod značkou Ballot pro nadcházející závod na 500 mil v Indianapolis, ohlášený na 30. května 1919. Času bylo málo, ale Ballot jej neztrácel, angažoval Švýcara Ernesta Henryho, který připravoval vozy Peugeot na jejich úspěšnou účast v Indy 500 v roce 1914. Tak vznikly speciály 3/8 LC a 3LR. Ballot zvolil za výchozí konstrukci vůz typu voiturette firmy Lion-Peugeot (Peugeot Bébé), navržený Ettore Bugattim. Automobil měl konvenční podvozek a hmotnost jen 1050 kg. Vozy byly osazeny osmiválcovými motory s dvěma vačkovými hřídelemi v hlavě (DOHC) a čtyřmi ventily na válec (32 V) o objemu 2973 cm³. Ty poskytovaly výkon 78,8 kW při 3800 ot./min.
Ballotovy vozy se v ročníku 1919 umístily na 4. a 11. místě. Ballot byl tak povzbuzen, že se rozhodl příští rok do Indianapolis vrátit. Tovární jezdec René Thomas dojel v ročníku 1920 s vozem Ballotem 3LR druhý. Posádky na strojích Ballot obsadily i 5. a 7. místo.
Značka Ballot byla v tomto období celkově velmi úspěšná. René Thomas dojel při Targa Florio 1919 druhý. Italský závodník Ralph DePalma zvítězil 28. srpna 1920 v americké Elgin National Trophy. Zopakoval zde své vítězství z let 1912 a 1914, kdy závodil za Itálii s vozy Mercedes.
Ve Velké ceně Francie 1921 použil Ballot, patřící mezi favority, jako první z výrobců mechanické brzdy na všech čtyřech kolech. V závodě získal Ballot za vítězným Jimmym Murphym na voze Duesenberg druhé (Američan Ralph DePalma; Ballot 3L) a třetí místo (Jules Goux; Ballot 2LS). Značka Duesenberg v té době používala hydraulicky ovládané brzdy všech čtyř kol. Jules Goux vyhrál Velkou cenu Itálie v roce 1921 v Brescii, druhý byl Jean Chassagne. Ralph DePalma pro mechanickou závadu nedojel. Všichni tři jeli s vozem Ballot 3L.

## Cestovní vozy

### 2 Litres
V roce 1921 značka uvedla první sériový vůz označený 2 Litres s čtyřválcem o objemu 1998 cm³. Modelu Sport 2 LS, jehož motor dával výkon 80 koní bylo vyrobeno v letech 1921 až 1924 více než 100 kusů. Model Tourisme 2 LT (1923–1929) měl motor o výkonu 40 koní a Tourisme-Sport 2 LTS (1925–1929) 50 koní.
Na 19. ročníku Pařížského autosalonu v říjnu 1924 se Ballot prezentoval jako výrobce drahých cestovních vozů s velkolepým výkonem.
V roce 1927 vznikl z řady 2 L odvozený prototyp 2 LT 6 se šestiválcovým motorem o objemu 1990 cm³.

### RH
V roce 1927 továrna vyrobila první typ s osmiválcovým motorem. Model nazvaný RH (1927–1928) měl motor o objemu 2617 cm³. V roce 1928 následoval RH 2, jenž měl motor s objemem 2875 cm³. Poslední typ RH 3 vznikl v roce 1929 a poháněl jej motor o objemu 3050 cm³ s výkonem 70 koní.
Po převzetí firmou Hispano-Suiza byl představen ještě typ HS26, známý i jako Hispano-Suiza Junior, s šestiválcovým motorem o objemu 4580 cm³.

## Galerie

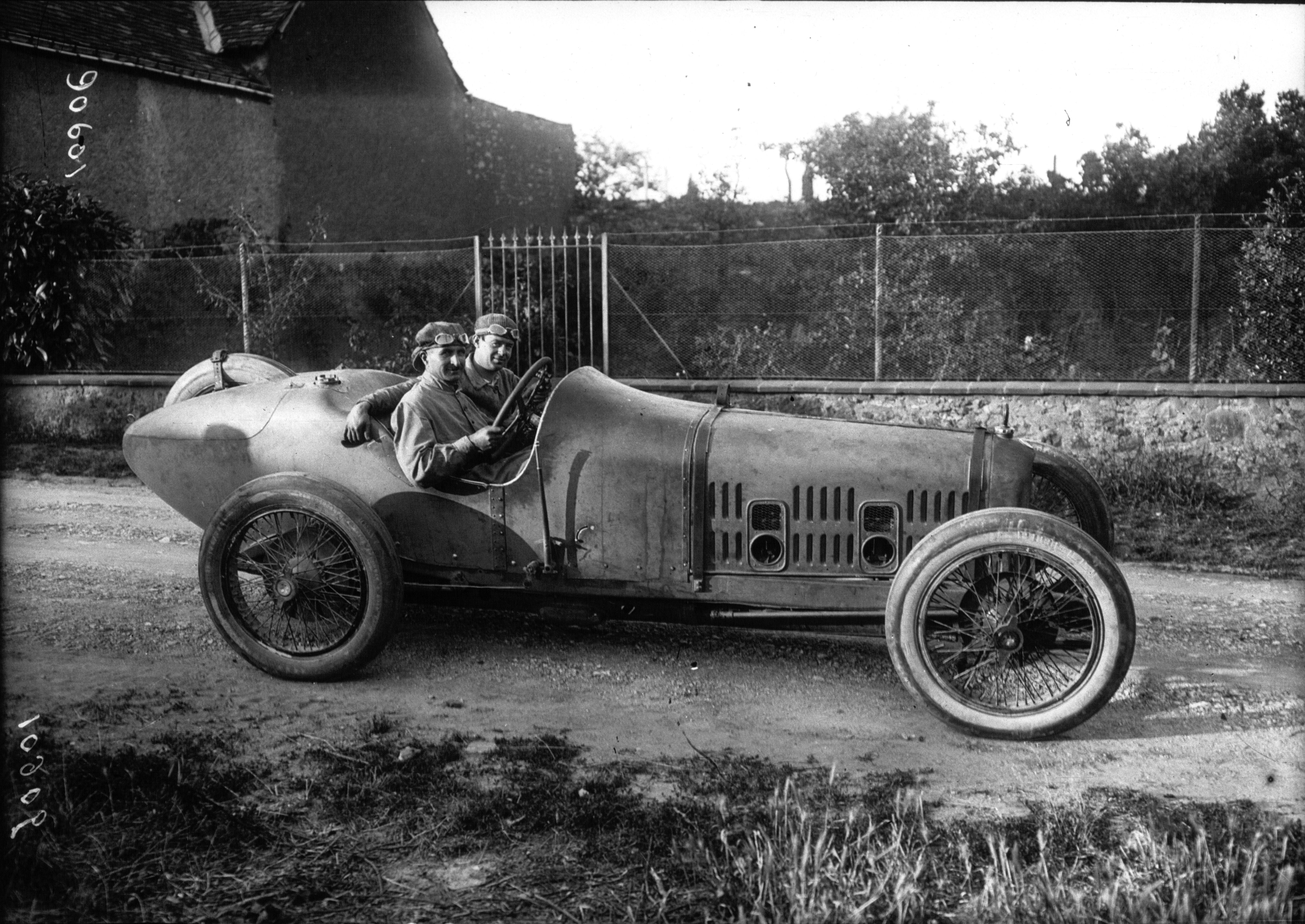
Tovární jezdec Jean Chassagne na voze Ballot 3L před Grand Prix Francie 1921; Chassagne vypadl v 17 kole z 30
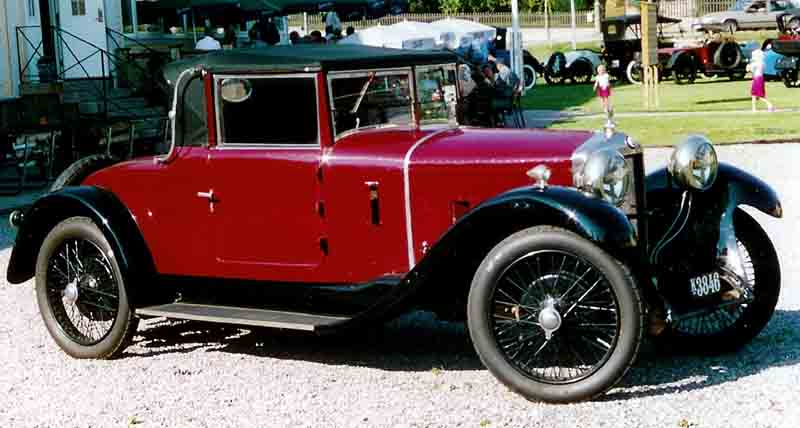
Ballot 2 LTS Cabriolet (1925)
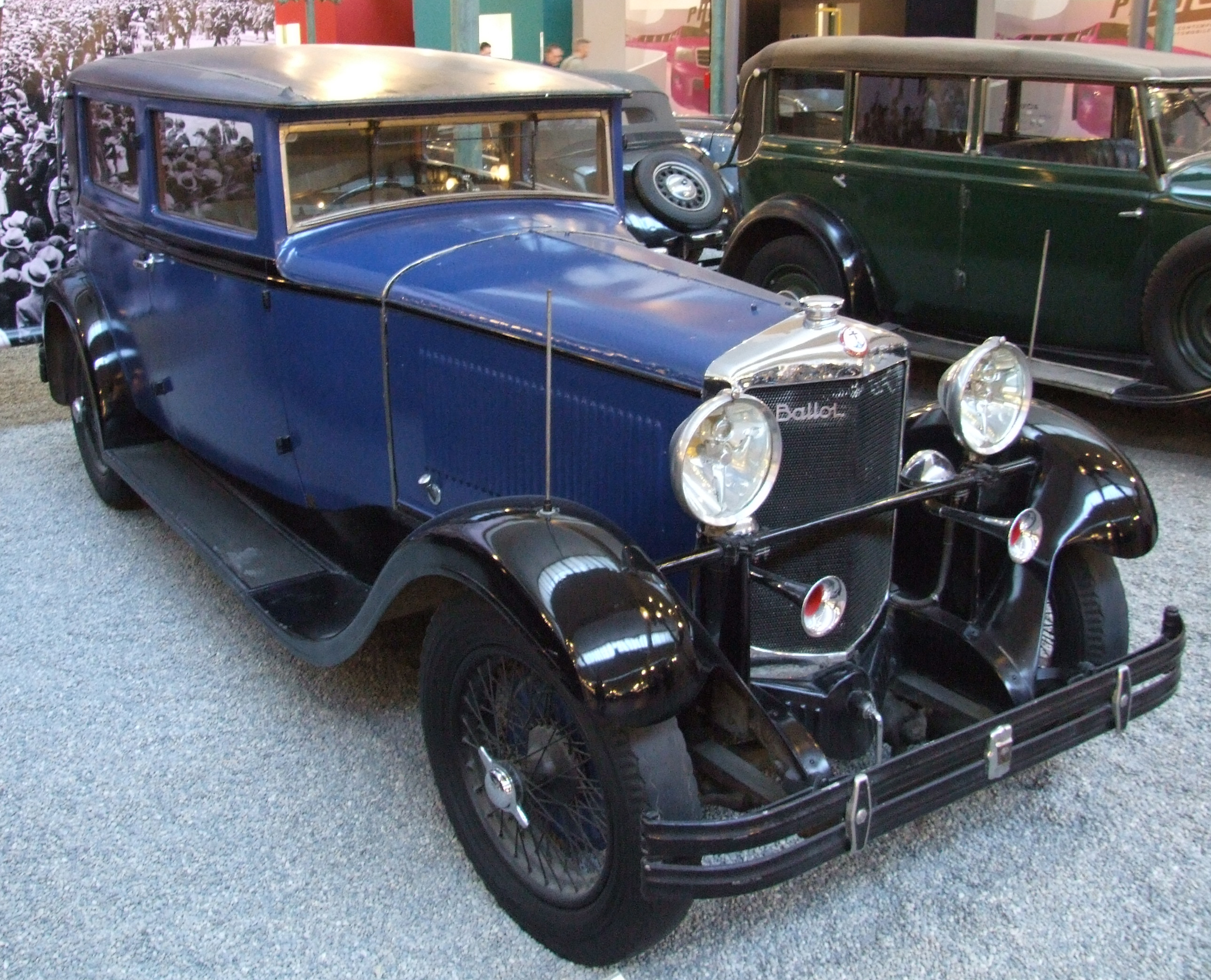
Ballot RH 3 (1930), Cité de l’Automobile, Mülhausen
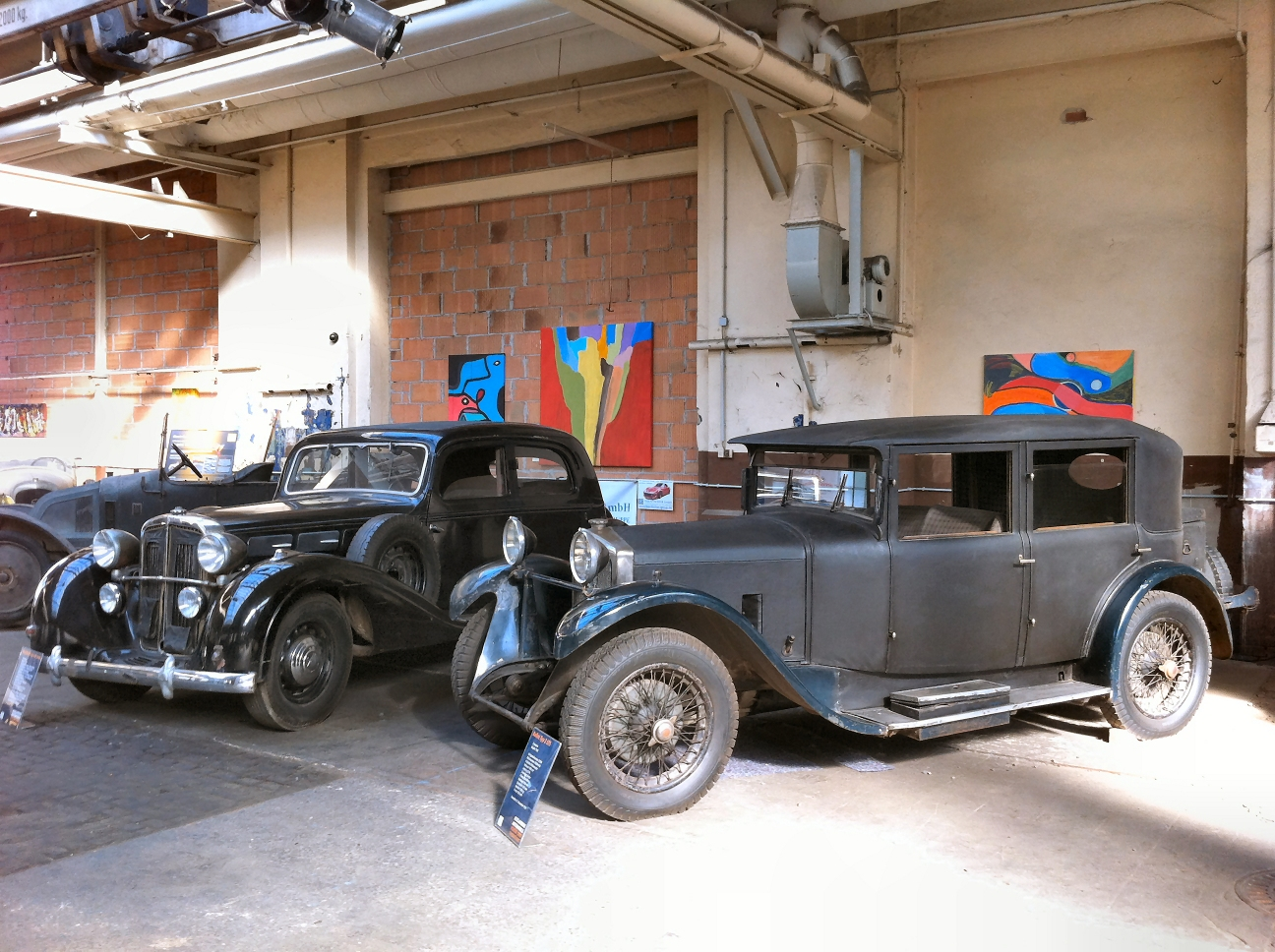
Ballot (1925) ze sbírky Schlumpf, Cité de l’Automobile